# Sepedon ornatifrons
Sepedon ornatifrons är en tvåvingeart som beskrevs av Adams 1905. Sepedon ornatifrons ingår i släktet Sepedon och familjen kärrflugor. Inga underarter finns listade i Catalogue of Life.